# Toscolano Maderno

Lage der Gemeinde Toscolano Maderno in der Provinz Brescia

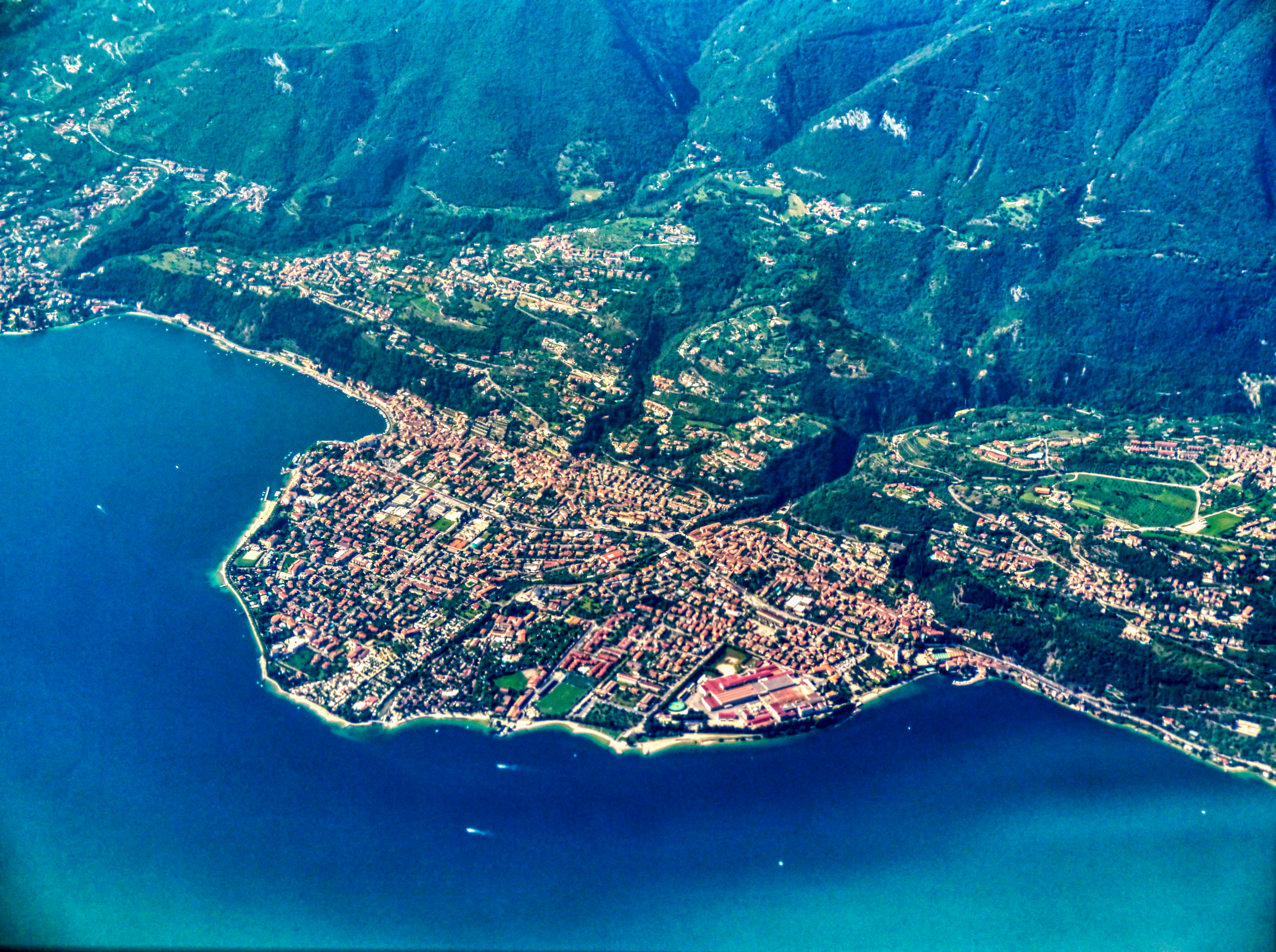
Luftaufnahme von Toscolano Maderno

Toscolano Maderno ist eine Gemeinde mit 7661 Einwohnern (Stand 31. Dezember 2023) in der Provinz Brescia in der Lombardei. Die Gemeinde gehört zur am Westufer des Gardasees gelegenen Riviera dei Limoni und besteht aus den 1928 fusionierten Städten Toscolano und Maderno, die durch den Torrente Toscolano getrennt sind. Es besteht eine ganzjährige Fährverbindung nach Torri del Benaco.

## Geschichte
In der mittelalterlichen Epoche war Maderno eine Ortschaft, die eine große politische und verwaltungsmäßige Bedeutung hatte. Im 17. und 18. Jahrhundert hatten die Herzöge von Mantua ihre Sommerresidenz im Gonzaga Palast und in der Villa del Serraglio. Schon seit dem 14. Jahrhundert hatten Papier- und andere Fabriken ihren Sitz in Toscolano. In der Schlucht des kleinen Flusses „Toscolano“ gibt es einen Wanderweg durch das historische Tal der Papiermühlen.
1902 erhielt Toscalano Bahnanschluss an der Straßenbahnstrecke Brescia–Salò–Gargnano. 1921 wurde eine Streckenverlängerung über Maderno nach Gargnano eingeweiht, der Betrieb auf diesem Teil aber schon 1933 wieder eingestellt. Bereits ein Jahr darauf wurde auch der Streckenabschnitt Sàlo–Toscalano stillgelegt.
In den 1930er Jahren befand sich in dem heutigen Hotel Milano die Casa Vita Nuova in Toscolano Maderno, eine Schule für jüdische Mädchen aus Deutschland unter der Leitung des ehemaligen Berliner Studienassessors Kurt Wronke. Aufgrund der im September 1938 verabschiedeten Italienischen Rassengesetze musste die Schule schließen und ihre Schülerinnen und Schüler sowie das Lehrpersonal das Land verlassen.

## Gemeindegliederung
Die Gemeinde gliedert sich in mehrere Ortsteile (Fraktionen):
Die Hauptorte Maderno und Toscolano machen etwa 70 % der Gesamtbevölkerung der Gemeinde aus. Sie belegen den südwestlichen bzw. nordöstlichen Teil des Vorgebirges unter dem Monte Pizzocolo und werden durch den Bach Toscolano geteilt, in dessen Nähe sich das Rathaus und die Post befinden.
Die weiteren, wichtigsten Ortsteile sind: Gaino, Cecina, Vigole, Sanico, Bornico, Roina, Maclino, Pulciano, Folino, Cabiana und Stina.

## Stadtansichten

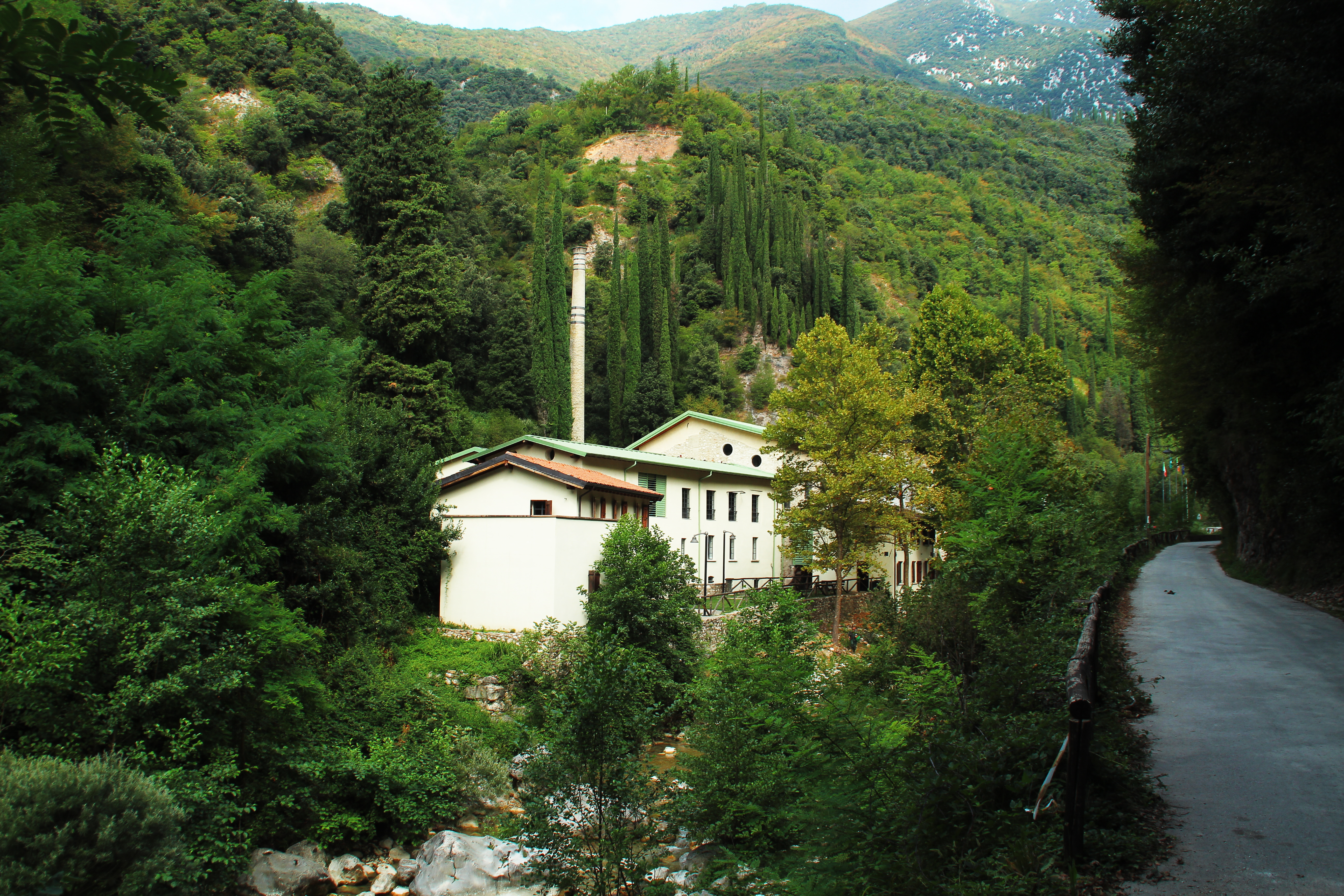
Tal der Papiermühlen
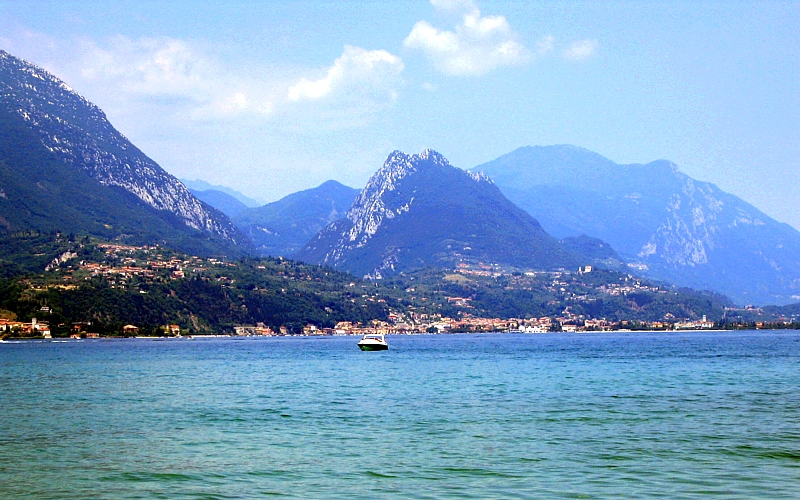
Toscolano Maderno von Porto Portese aus gesehen
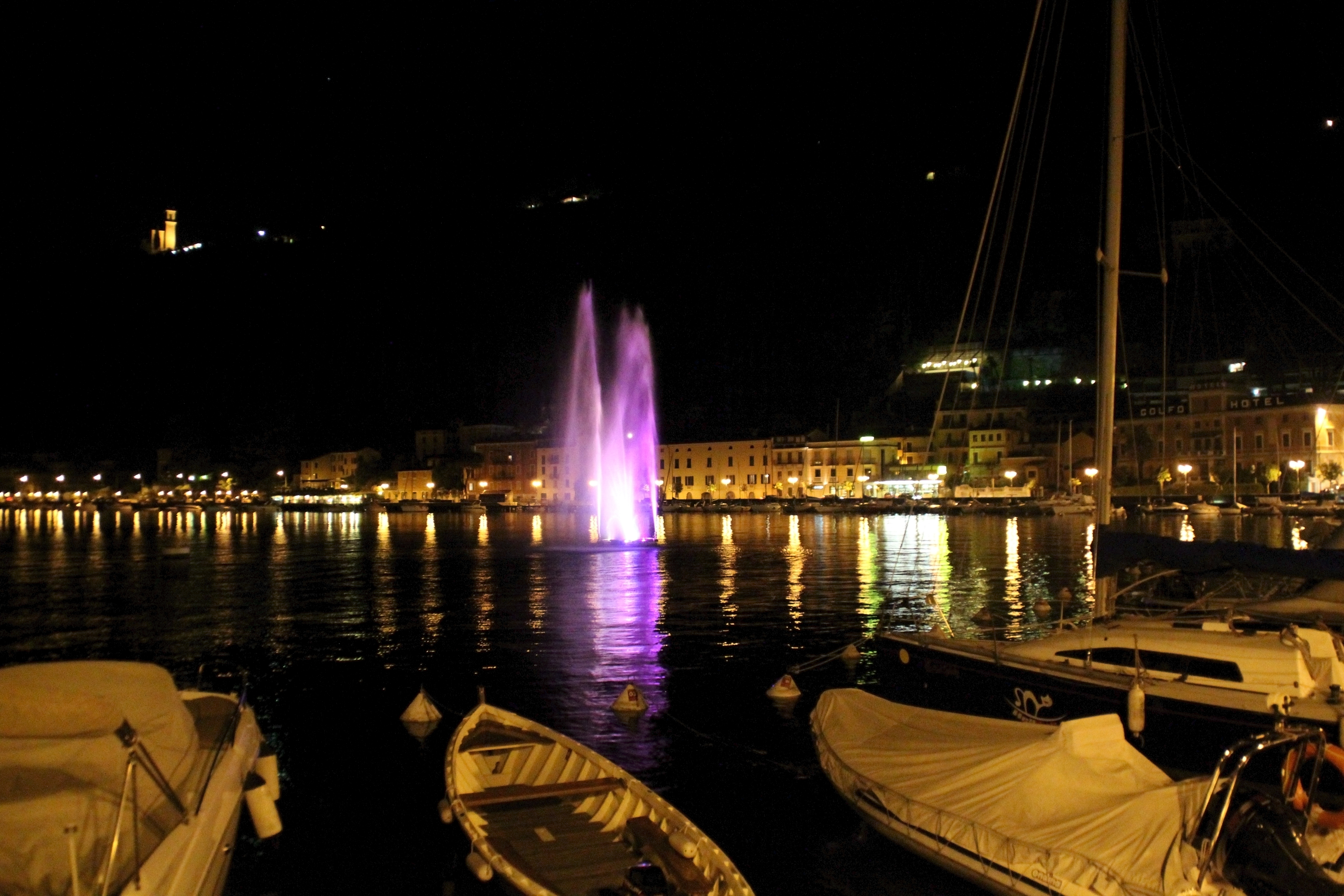
Promenade bei Nacht

## Söhne und Töchter der Stadt
- Giacomo Benvenuti (1885–1943), Musikwissenschaftler und -herausgeber, Komponist und Organist
- Bartolomeo Bortolazzi (1772 – um 1846), Musiker und Komponist
- Osvaldo Cavandoli (1920–2007), Cartoonist
- Ugo Locatelli (1916–1993), Fußballspieler